# Gyllenmärs

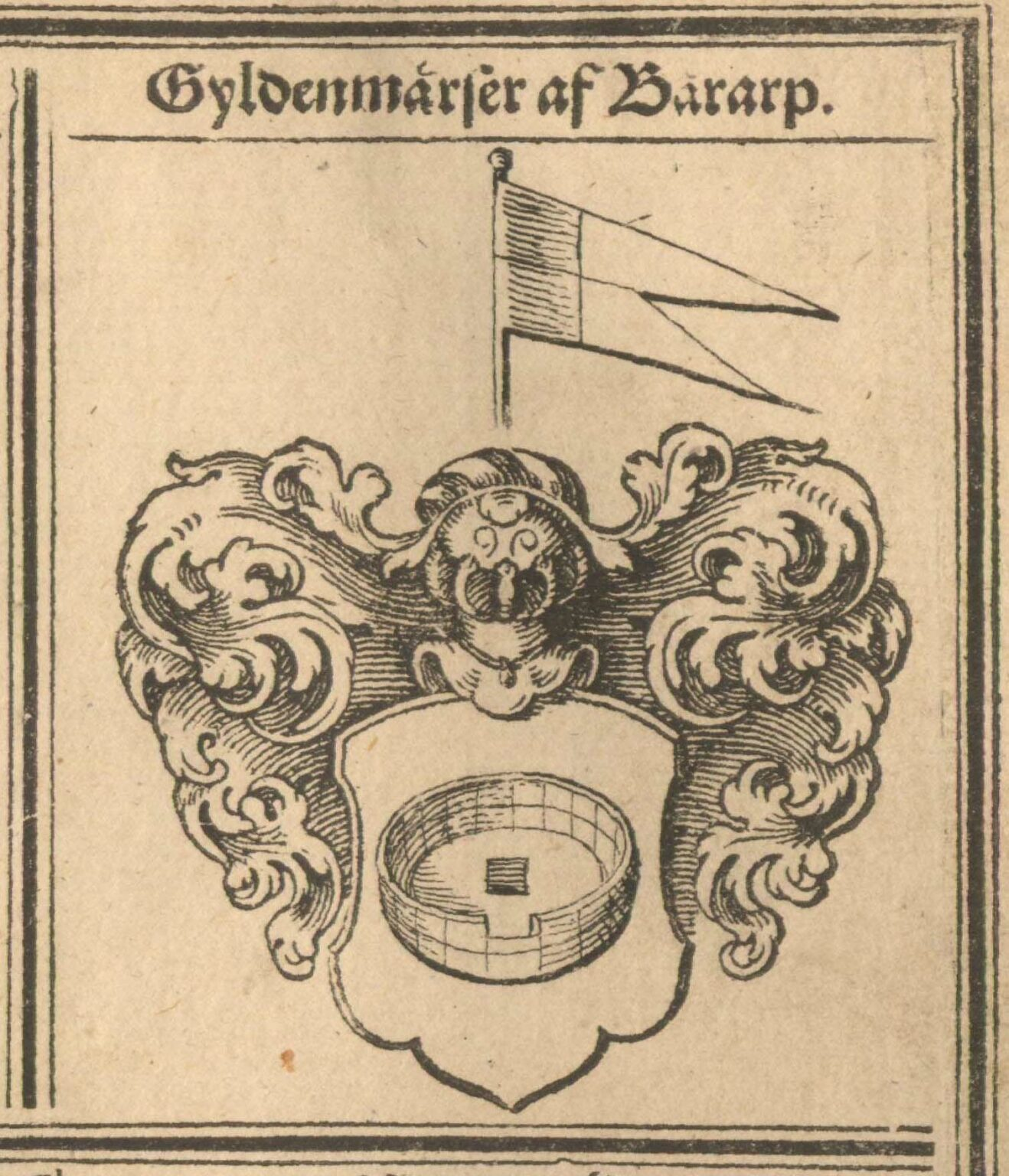
Gyllenmärs i Keysers vapenbok från 1650.

Gyllenmärs var en svensk adlig ätt. Ätten adlades 1586 av Johan III och introducerades på riddarhuset 1627 med ättnummer 131.

## Historik
Enligt Elgenstierna är släktens genealogi, som icke kunnat kontrolleras, ytterst osäker. Ättens stamfader var Bengt Knutsson till Högalid i Ambjörnarps socken och Lagmanshaga i Ljungsarps socken. Dennes sonsons sonson Olof Andersson, till Lagmanshaga och Borrarp, född på 1540-talet. Han tjänte till sjöss och kallades av somliga amiral. Han adlades 1586-10-27 av kung Johan III. Han avled 1638, "några och nittio år gammal". I ett brev daterat 1630-11-27 säger han sig vara en gammal man på 104 år, som litet ser och intet hörer. Gift efter 1575 med Kerstin Bröms, i äktenskapet fick dem två döttrar och en son.
Sonen Bröms Gyllenmärs till Borrarp introducerades 1627 med namnet Gyllenmärs under nr 103, vilket sedan ändrades till nr 131. Fänrik vid Västgöta kavalleriregemente 1632–1634. Bevistade riksdagarna 1627, 32, 40, 42, 44, 57 och 60. Han var gift med Maria Lillie af Aspenäs. Han avled 1679 på Karsbo i Dalstorps socken och begraven i Dalstorps kyrka, där hans vapen uppsattes. Han är känd genom sin visbok som utgivits från trycket 1885–1887 av Svenska litteratursällskapet.

## Kända medlemmar av ätten
- Olof Gyllenmärs
- Bröms Gyllenmärs